# Johan Henric Sjöholm
Johan Henric Sjöholm, född 8 juli 1804 i Göteborg, död 7 juni 1842 i Stockholm, var en svensk målare, tecknare och grafiker.
Sjöholm var understödd av assessor Carlander som gav honom underhåll och betalade för den privata undervisningen han fick av professor Johan Gustaf Sandberg. När han var omkring 20 år fortsatte han sina studier för Per Krafft och Johan Gustaf Sandberg vid Konstakademien där han flera gånger tilldelades medaljer eller jetonger. 1825 råkade han komma i dåligt sällskap som gjorde att han förfalskade ett namn på en revers och när händelsen uppdagades flydde han till Köpenhamn där han försörjde sig genom att måla porträtt. Efter några år återvände han på 1830-talet till Skåne där han fortsatte som porträttmålare och gifte sig med en syster till en präst. Han flyttade till Stockholm på 1840-talet och fortsatte sin verksamhet som porträttmålare på beställning. Bland annat fick han ett stort antal beställningar på Oscar den förste som kronprins. Mestadels har hans porträtt en ljus, gulbrun ton men stundom kan färgen som i det stora porträttet av Karl XIII på Göteborgs frimurarloge drivas upp i en häftig glöd. Till hans bättre målningar räknas porträttet av Christoffer Carlander som berömdes av Lorenzo Hammarsköld för sin likhet. Bland hans kunder fanns Oskar I som beställde målningar av bland annat Jonas Alströmer och Hans von Essen. Vid sidan av sitt porträttmåleri utförde han ett antal kopior av Frans Hals och målade egna landskapsmotiv och genrekompositioner. Som grafiker studerade han gravyr för Christian Forssell och utförde bland annat en allegorisk komposition med Tiden och Amor i punktgravyr. Tillsammans med Adolf Ulric Schützercrantz och Alexander Wetterling tecknade han förlagorna till Kongl. svenska arméns uniformer som utgavs i stentryck av C Müller. Han medverkade i Konstakademiens utställningar 1822, 1824 och 1826 samt i utställningar arrangerade av Stockholms konstförening på 1840-talet. Sjöholm är representerad med ett par porträtt vid Göteborgs historiska museum.